# Корнелий II Бентивольо
Вижте пояснителната страница за други личности с името Корнелий Бентивольо.
Корнелий II Бентивольо (на италиански: Cornelio II Bentivoglio; * 24 декември 1606, † март 1663, Санта Фиора) е 4-ти маркиз на Скандиано (1639 – 1643), маркиз на Маляно (1661 – 1663).

## Произход
Той е първороден син на Енцо Бентивольо (* ок. 1575; † 1639), маркиз на Гуалтиери (1619 – 1634) и на Скандиано (1634 – 1639), и на съпругата му Катерина Мартиненго Колеони. Има шест братя и четири сестри:
- Беатриче, съпруга на Асканио Пио ди Савоя
- Изабела, съпруга на граф Чезаре Мости Естензе;
- Мария († 1690), монахиня в манастира „Света Катерина“, игуменка, мъченица с името „сестра Мария Луцида“;
- Ермес († 1655), военен, маршал на Франция
- Франческо († 1655), военачалник, служил във Фландрия в служба на краля на Испания;
- Анибале († 1663), вдовец на Семидеа Лени; титулярен архиепископ на Тива (от 1645 г.), апостолически нунций във Флоренция (1645 – 1652)
- Джовани (* 1611, † 1694), приор на „Сан Романо“ във Ферара и абат на „Санта Мария ин Козмедин“ в Равена, живял във Франция;
- Сципион (*/† октомври 1620)
- Гуидо (* 1624, † 1676), член на Театинския орден, епископ на Бертиноро 1660;
- Сестра – монахиня с името „сестра Анна Мария“.

## Биография
През 1639 г.,след смъртта на баща си Енцо, Корнелий става маркиз на Скандиано.
През 1643 г. дълговете, които баща му е натрупал през годините при рекултивационните работи и ремонтите, извършени в Крепостта на Скандиано, го карат да продаде владението на Скандиано на Херцогската камара на Есте.
Жени се за първата си съпруга през 1623 г. –  Анна, дъщеря на Алфонсо Строци. След като овдовява, през февруари 1638 г. се жени за Костанца, дъщеря на Алесандро I Сфорца, граф на Санта Фиора.
На 24 май 1661 г., с диплома от великия херцог Фердинандо II де Медичи, той възвръща за сем. Бентивольо феодалното владение на Маляно, което баща му е продал на флорентинския сенатор Шипионе Капони през 1635 г.
Умира през 1663 г. на 57 г. в Санта Фиора близо до Гросето. Погребението му е отслужено на 9 март в църквата „Санто Спирито“ във Ферара.

## Брак и потомство
Жени се два пъти:
∞ 1. 1623 за Анна Строци (* ок. 1610, † 1636), дъщеря на Алфонсо Строци, от която има двама сина:
- Иполит II Бентивольо (* ок. 1630, † 4 февруари 1685), маркиз на Маляно (1663 – 1685), либретист; ∞ за братовчедка си Лукреция Пио ди Савоя, от която има трима сина и четири сестри;
- Феранте Бентивольо (* 25 август 1635, † 27 февруари 1695), архиерей на катедралата във Ферара и поет.

∞ 2. за Костанца Сфорца ди Санта Фиора († 1695), от която няма деца.